# Spiranthes pusilla
Spiranthes pusilla är en orkidéart som först beskrevs av Carl Ludwig von Blume, och fick sitt nu gällande namn av Friedrich Anton Wilhelm Miquel. Spiranthes pusilla ingår i släktet skruvaxsläktet, och familjen orkidéer.
Artens utbredningsområde är Sumatera. Inga underarter finns listade i Catalogue of Life.